# Мёрингия трёхжилковая
Мёрингия трёхжи́лковая (лат. Moéhringia trinérvia ) — вид растений рода Мёрингия (Moehringia) семейства Гвоздичные (Caryophyllaceae).

## Название
Родовое название растение получило в честь немецкого учёного Пауля Мёринга (1710—1792). Видовой эпитет лат. trinervia — трёхжилковая, от tri- — трёх- и nervus i m. — жила, жилка, дано растению по числу главных жилок листа.

## Ботаническое описание

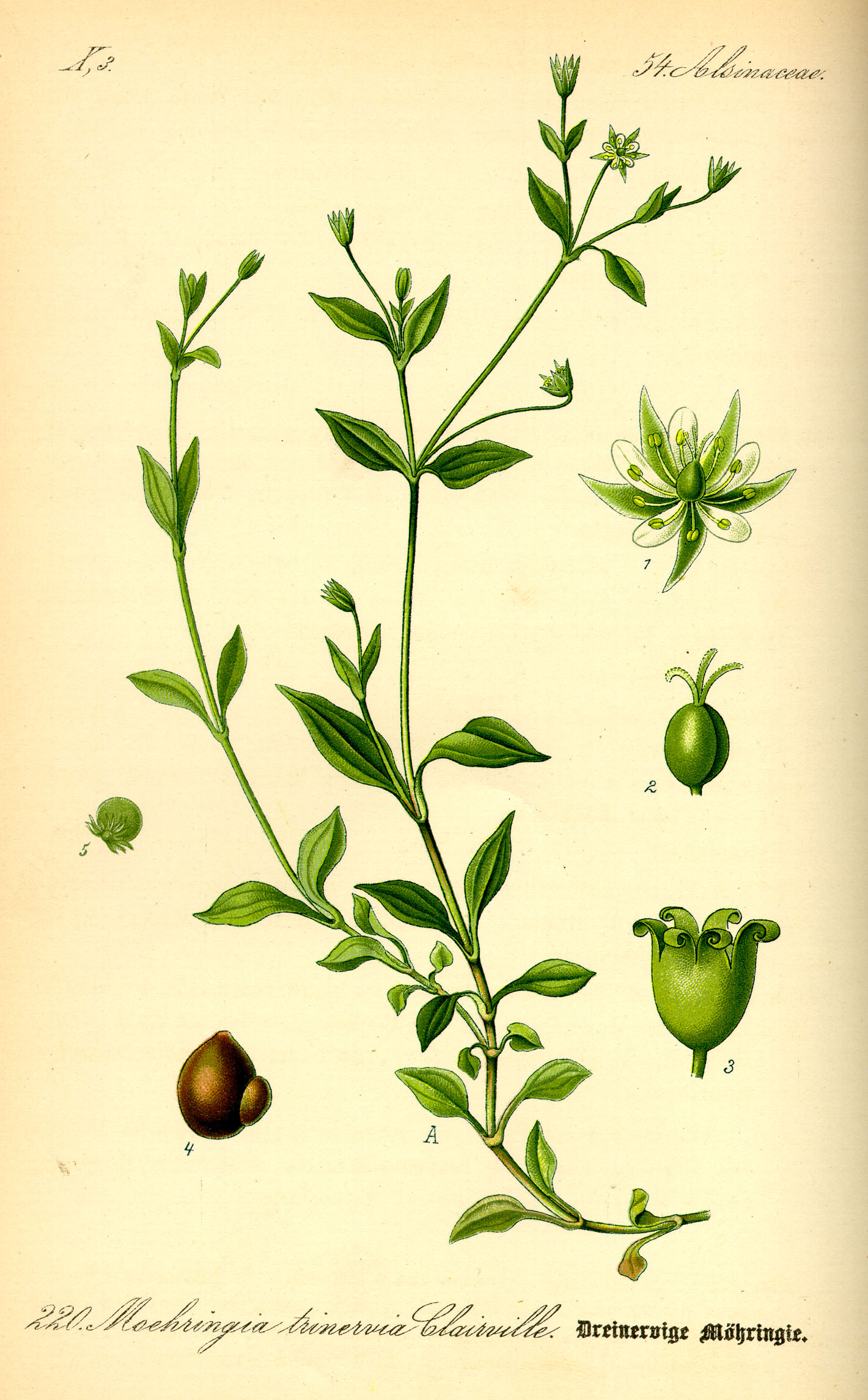
Мерингия трёхжилковая.

Малолетнее растение (однолетник, реже двулетние или многолетник) со стержневым ветвистым корнем.
Стебли 15—30 см длиной, распростёртые, приподнимающиеся, от основания ветвящиеся, опушены короткими, белыми волосками.
Листья с яйцевидной или продолговато-яйцевидной пластинкой, с тремя утолщёнными жилками, верхние почти сидячие, нижние в основании более или менее оттянутые в черешок, который почти равен пластинке, опушённые короткими волосками, а по краю в основании реснитчатые.
Соцветие дихазиальное, или цветки одиночные, большей частью пазушные, иногда верхушечные. Прицветники (если имеются) 2—3 мм длиной, ланцетные, с белоплёнчатой каймой, по краю реснитчатые. Цветоножки 5—25 мм длиной, коротко опушённые. Чашелистиков пять, 3—5 мм длиной, 1—2 мм шириной, травянистые, ланцетовидные, заострённые, с одной выступающей срединной жилкой, с белоплёнчатой каймой, по краю и спинке опушённые короткими волосками. Венчик 5-лепестковый. Лепестки белые, цельные, продолговато-обратнояйцевидные, примерно на треть короче чашечки. Тычинок десять, столбиков три.
Плод — шаровидная коробочка, раскрывающаяся почти до основания шестью заворачивающимися наружу створками.
Семена 1—1,2 мм в диаметре, округло-почковидные, в области рубчика с беловатым гребневидным придатком.
В Средней России цветёт в мае — июле; семена созревают с июля.
Диплоидное число хромосом 2n=24.

## Географическое распространение и экология
Европейско-североазиатский вид.
Общее распространение: Скандинавия, Европа, Средиземноморье, Балкано-Малоазийский район, Армяно-Курдский район, Иран, Сибирь, Средняя Азия, Джунгария-Кашгар.
В России распространён в европейской части, Предкавказье и Сибири. Вид включён в ботанический атлас растений Ленинградской области.
В средней полосе Европейской части России растёт по разнообразным типам лесов, в основном по дорогам, вырубкам, нарушенным местам.

## Классификация
Мерингия трёхжилковая (Moehringia trinervia) описана К. Линнеем в 1753 году в Species Plantarum из Европы («Habitat in Europae sylvis») (1753, Sp.Pl. :423) и была помещена им в род Arenaria, впоследствии швейцарский ботаник Жозеф Клервилль переместил её в род Moehringia (1811, Man. Herb. Suisse: 150)

Лектотип (Rechinger, 1988): «Herb. Linn. № 585.7» (LINN).

### Таксономия
Moehringia trinervia [ Clairv. ], 1811, Man. Herbor. Suisse : 150
Вид Мёрингия трёхжилковая относится к роду Мёрингия (Moehringia) семейства Гвоздичные (Caryophyllaceae) порядка Гвоздичноцветные (Caryophyllales). Кладограмма в соответствии с Системой APG IV по состоянию на декабрь 2023 года:
|  |                                      |  |                                   |                                   |                      |  | ещё 40 семейств | ещё 40 семейств |                       |  |  |  | еще 29 подтвержденных видов и 34 вида, ожидающих подтверждения |
|  |                                      |  |                                   |                                   |                      |  | ещё 40 семейств | ещё 40 семейств |                       |  |  |  | еще 29 подтвержденных видов и 34 вида, ожидающих подтверждения |
|  |                                      |  |                                   | порядок Гвоздичноцветные          |                      |  |                 |                 | род Мёрингия          |  |  |  |                                                                |
|  |                                      |  |                                   | порядок Гвоздичноцветные          |                      |  |                 |                 | род Мёрингия          |  |  |  |                                                                |
|  | отдел Цветковые, или Покрытосеменные |  |                                   |                                   | семейство Гвоздичные |  |                 |                 | Мёрингия трёхжилковая |  |  |  |                                                                |
|  | отдел Цветковые, или Покрытосеменные |  |                                   |                                   | семейство Гвоздичные |  |                 |                 |                       |  |  |  |                                                                |
|  |                                      |  | ещё 63 порядка цветковых растений | ещё 63 порядка цветковых растений |                      |  |                 | еще 97 родов    | еще 97 родов          |  |  |  |                                                                |
|  |                                      |  |                                   | ещё 63 порядка цветковых растений |                      |  |                 |                 | еще 97 родов          |  |  |  |                                                                |

### Синонимы
- Alsine trinervia (L.) Crantz
- Alsinella trinervis Gray
- Arenaria breviflora Bubani
- Arenaria nemorosa Steud.
- Arenaria nervosa Lam.
- Arenaria petiolata Hayata
- Arenaria plantaginea Mert. & W.D.J.Koch
- Arenaria trinervia L.
- Stellaria anhweiensis Migo
- Strophium trinervium Dulac